# جوناس إيفنز
جوناس إيفنز هو لاعب كرة قدم بلجيكي في مركز قلب الدفاع، ولد في 14 أكتوبر 1984 في بيفيرن في بلجيكا. لعب مع آر كي سي فالفيك وبيفيرين وسيركل بروج وفاسلاند بيفيرين وكيه في ميخيلين ونادي غرونينغن.

## وصلات خارجية
- جوناس إيفنز على موقع قاعدة بيانات كرة القدم.إي يو (الإنجليزية)
- جوناس إيفنز على موقع Soccerway.com (الإنجليزية)
- جوناس إيفنز على موقع عالم كرة القدم.نت (الإنجليزية)